# びんびんサタデー 感度良好 奥富亮子
びんびんサタデー 感度良好 奥富亮子（びんびんさたでー かんどりょうこう
おくとみ りょうこ）は、山陽放送で放送されていたラジオ番組のタイトル。

## 放送時間
- 2006年4月8日〜2008年3月29日 土曜日 9:00-14:00
- 2008年4月5日〜2009年10月3日 土曜日 9:00-12:00

## 概要
- 谷五郎の流れを汲んだ土曜ワイド番組。
- 「トメ姫のおなり〜」とジングルが流れ奥富がタイトルコールをする。
- 5時間の長丁場にもかかわらず内容はご家老様(マンスリーパートナー)とのトークがメインとなっている。
- 2008年4月から久米宏 ラジオなんですけどのネット開始により放送時間が3時間になる。

## タイムテーブル

### 2008年3月まで
- 9:00 オープニング
- 10:45 ちびっ子バンザイ（タカキベーカリー）
- 12:10 TOYOTA Presents 片山右京のShall We Drive?〜ドライブしようよ!〜
- 13:55 エンディング

## コーナー

### 奥富城 ご家老参上
- リスナーからの質問に専門家が答える。

### 世界の国からこんにちは
- 外国人がゲストに出演する。

### 岡山グルメ　奥の細道
- 岡山のグルメ情報を紹介する。

### トメちゃんのお車レ Hondaドライブクルーズ
- ホンダ・セールスアドバイザーと奥富がリスナーの質問、スポット情報、リクエストに答える。

### あなたが作る 岡山弁番付
- 岡山弁を紹介する。行司は青山融と奥富

### ボールアンドファジアーノ
- ファジアーノ岡山の動向を伝える。

### リスナー大賞
- 毎月最終週のみのコーナー。その月に寄せられたハガキ・メールの中から石原正裕ディレクターの感銘を受けたネタ一つに贈られる。